# Ampithoe lindbergi
Ampithoe lindbergi är en kräftdjursart. Ampithoe lindbergi ingår i släktet Ampithoe och familjen Ampithoidae. Inga underarter finns listade i Catalogue of Life.